# نبرد سدروت
نبرد سدروت (عبری: קרב שדרות‎، عربی: معرکة سدیروت) در ۷ اکتبر ۲۰۲۳ زمانی که حماس حمله گسترده‌ای را علیه جنوب اسرائیل آغاز کرد، شروع شد. شهر اسرائیلی سدروت (عبری: שְׂדֵרוֹת‎، عربی: سدیروت)، واقع در نزدیکی مرز بین اسرائیل و نوار غزه، اغلب در طول درگیری غزه و اسرائیل هدف حملات موشکی و تهاجم قرار گرفته‌است.